# فالیشوویتسه (استان اشوی‌داشکسیه)
فالیشوویتسه (به لهستانی: Faliszowice) یک منطقهٔ مسکونی در لهستان است که در گمینا سامبوژتس واقع شده‌است. فالیشوویتسه ۲۰۰ نفر جمعیت دارد.